# East Lulworth
East Lulworth – wieś i civil parish w Anglii, w Dorset, w dystrykcie (unitary authority) Dorset. W 2011 civil parish liczyła 246 mieszkańców.